# Gherman Titov
Gherman Stepanovici Titov (în rusă Герман Степанович Титов; n. 11 septembrie 1935, Verkh-Zhilino⁠(d), Kosikhinsky District⁠(d), RSFS Rusă, URSS – d. 20 septembrie 2000, Moscova, Rusia) a fost un cosmonaut sovietic și al doilea om care a înconjurat Pământul din spațiul cosmic (în cadrul misiunii Vostok 2, 6 - 7 august 1961). Misiunea a durat timp de 25,3 ore și Pământul a fost înconjurat de 17 ori pe o traiectorie orbitală. În 1961, Titov a fost decorat cu Ordinul Karl Marx.

## Distincții
- Ordinul „Steaua Republicii Populare Romîne” clasa I (13 octombrie 1961) „pentru contribuția adusă cauzei păcii și socialismului prin fapta de eroism fără precedent — efectuarea celui de al II-lea zbor cosmic în jurul pămîntului pe bordul navei sovietice Vostok II”[12]